# Sosa (apellido)

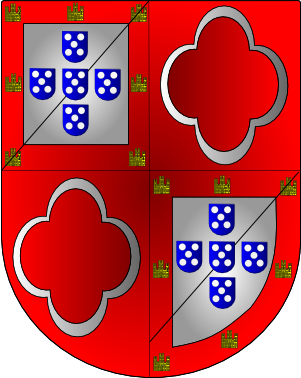
Blasón de la familia Sousa

Sosa es un apellido de origen luso-castellano. En España, tiene ramificaciones importantes en las poblaciones extremeñas de Don Benito, Guareña y Mérida. Las ramas con origen en Castilla radicaron principalmente en Burgos, León y Madrid. De todas formas, las casas más numerosas se encuentran en las Islas Canarias, en las poblaciones de Las Palmas de Gran Canaria, Agaete, Gáldar, San Agustín, San Nicolás de Tolentino y Santa Brígida. 
Se puede encontrar también la forma Sousa, procedente de Portugal, que enlazó con descendientes de la Casa Real de Portugal y más tarde con la realeza española. Con la llegada de la Edad Media, los apellidos se empezaron a utilizar para distinguir entre aquellas personas que compartían el mismo nombre de pila. Con el aumento de la documentación dichos apellidos se hicieron indispensables, de manera que una persona cuyo apellido indicaba su lugar de origen, el nombre de su padre, una característica física o personal o su tipo de trabajo, comenzó a pasarlo a sus hijos y éstos a su descendencia hasta que este sistema de apellidos hereditario terminó por adoptarse formalmente. En el caso del apellido español Sosa, este apellido es en realidad la variante castellana del apellido portugués "Sousa"  (forma original de escribir este apellido) o "Souza".

## Historia
El primero de este linaje fue Egas Gomes de Sousa, un noble de origen visigodo que residió en lo que hoy es Portugal y fue señor de las Tierras de Sousa y Felgueiras y gobernador de Entre Douro e Minho. Fue capitán general y venció en combate al rey de Túnez. Según algunas fuentes, este caballero godo es descendiente de Sisebuto de Coímbra, hijo de Witiza, penúltimo rey de los godos y por tanto hijo del rey visigodo Égica.

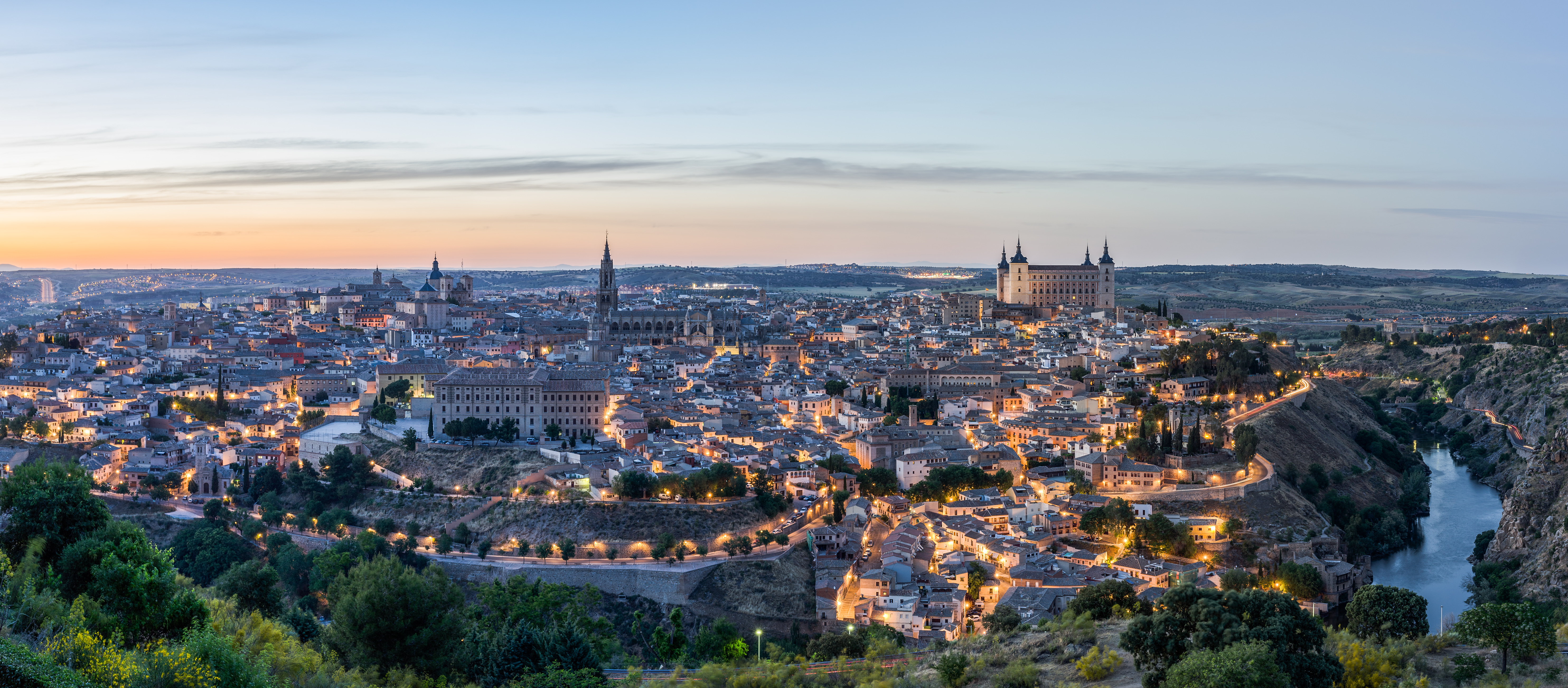
Toledo, ciudad donde se afincaron los primeros Sosa (Sousa) en España.

De este linaje se conoce tres ramas, la primera son la rama de los Sosa (Sousa) de Toledo, que estuvieron desde los tiempos de la reconquista de esta ciudad y descienden del Conde Fernan Mendes (Mendez) de Sousa; estos son los primeros en España y descienden por línea varonil de Egas Gomes de Sousa. Estos emparentaron en sus inicios con la Casa de Toledo y la familia Vásquez de esta ciudad. Las otras dos ramas descienden del Rey Alfonso III de Portugal, por medio de sus hijos Alfonso Dionisio que casó con María Pais Ribeira, quien por la muerte de sus hermanos sin descendencia se convirtió en la 15.ª señora y heredera de la Casa de Sousa, así como la de Aboim; mientras que el otro hijo de Alfonso III de Portugal fue Martim Afonso, llamado "Chichorro", quien era hijo de Madragana Ben Loandro, hija del alcaide de Faro. Este se casó con Inês Lourenço de Sousa (o Inês Lourenço de Valadares) (c. 1250 -?), de quien descienden los Sousa de Arronches y Sousa de Prado, entre otras familias como los Faria Blanc, Machado y Silveira Ramos.

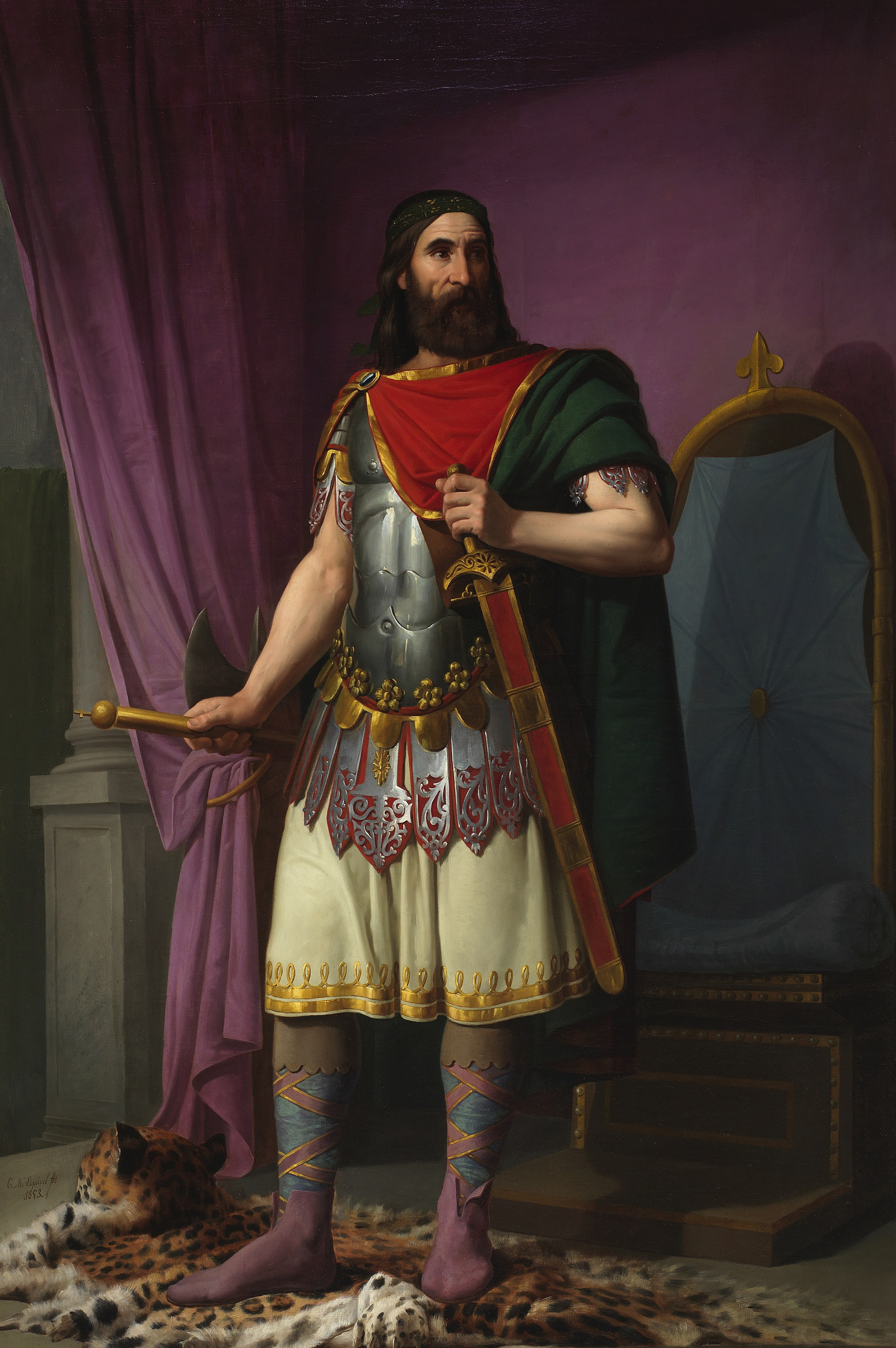
Rey Égica, el más antiguo ancestro paterno conocido de los Sosa de Toledo.

Con lo anterior se llega a la conclusión de que la Casa de los Sosa (Sousa) que tomo raíces en Toledo son de linaje paterno visigodo, godo y germánico por ser, según se dice, descendientes del rey Witiza, mientras que los descendientes de los príncipes Alfonso Dionisio y Martín Alfonso "Chichorro", hijos del rey Alfonso III de Portugal, son de linaje paterno franco/germánico, por ser este rey descendiente del rey Clodoveo I por medio de la Casa de Borgoña, aunque también descienden de los godos por ser las esposas de Alfonso Dionisio y Martín Alfonso "Chichorro" descendientes de Egas Gomes de Sousa. Debido a un quiebre de varonía (extinción de descendientes varones) de los Sousa de Portugal, la realeza portuguesa ordenó que los descendientes de Alfonso Dionisio y Martín Alfonso "Chichorro" portaran este ilustre apellido con preferencia sobre el de la familia real de Portugal, para que este apellido no se extinguiera. 
Además de las formas tradicionales de este apellido se puede encontrar otras formas, como Souza en Brasil y Soza en Estados Unidos. 
Según el portal Forebears.io existen aproximadamente 666,076 personas con el apellido de la forma Sosa en 2014, teniendo una mayor prevalencia en México y una mayor densidad en Uruguay.
Ranking según Forebears.io
| #  | País                 | Cantidad | Lugar en el ranking de apellidos por cada país |
| -- | -------------------- | -------- | ---------------------------------------------- |
| 1  | México               | 174,130  | 110                                            |
| 2  | Argentina            | 116,480  | 13                                             |
| 3  | Venezuela            | 41,644   | 128                                            |
| 4  | Estados Unidos       | 38,274   | 976                                            |
| 5  | Guatemala            | 37,208   | 75                                             |
| 6  | Paraguay             | 36,798   | 21                                             |
| 7  | República Dominicana | 33,491   | 59                                             |
| 8  | Perú                 | 27,759   | 174                                            |
| 9  | Colombia             | 19,146   | 467                                            |
| 10 | Uruguay              | 19,104   | 8                                              |
| 11 | España               | 18,767   | 271                                            |
| 12 | Cuba                 | 18,308   | 67                                             |